# Casey FitzRandolph
Casey J. FitzRandolph (Madison (Wisconsin), 21 januari 1975) is een voormalig Amerikaans schaatser en gespecialiseerd op de sprintafstanden.
Casey FitzRandolph was sinds 1995 actief in de internationale schaatssport. In 1997 werd hij derde op het WK Sprint in Hamar. Pas vier jaar later behaalt FitzRandolph weer een medaille bij een kampioenschap, ditmaal een bronzen medaille bij het WK Afstanden op de 500 meter.
Het Olympisch jaar 2002 werd zijn beste jaar. Bij het WK Sprint in Hamar werd FitzRandolph tweede en bij de Olympische Winterspelen in Salt Lake City werd de Amerikaan kampioen op de 500 meter. In 2003 hield FitzRandolph een sabbatical om te kunnen genieten van de status olympisch kampioen en om geestelijk tot rust te komen, zodat hij in 2004 zich weer op de volgende Olympische Winterspelen van 2006 kon richten. Na die Winterspelen beëindigde FitzRandolph zijn schaatsloopbaan.

## Records

### Persoonlijke records
| Afstand    | Tijd    | Datum            | Baan           |
| ---------- | ------- | ---------------- | -------------- |
| 500 meter  | 34,42   | 11 februari 2002 | Salt Lake City |
| 1000 meter | 1.08,06 | 1 december 2001  | Salt Lake City |
| 1500 meter | 1.46,31 | 30 december 2005 | Salt Lake City |
| 3000 meter | 4.04,25 | 17 maart 2000    | Calgary        |
| 5000 meter | 6.59,38 | 18 maart 2000    | Calgary        |

(laatst bijgewerkt: 28 oktober 2022)

## Resultaten
| Jaar | Olympische Spelen          | WK Afstanden       | WK Sprint | WK Junioren |
| ---- | -------------------------- | ------------------ | --------- | ----------- |
| 1994 |                            |                    |           | NC13        |
| 1995 |                            |                    | 30e       |             |
| 1996 |                            | 9e 500m 7e 1000m   | 9e        |             |
| 1997 |                            | 6e 500m 10e 1000m  | Brons     |             |
| 1998 | 6e 500m 7e 1000m 31e 1500m | 4e 500m 8e 1000m   | -         |             |
| 1999 |                            | 13e 500m 15e 1000m | 10e       |             |
| 2000 |                            | 5e 500m 8e 1000m   | -         |             |
| 2001 |                            | 500m · 9e 1000m    | 13e       |             |
| 2002 | 500m · 7e 1000m            |                    | Zilver    |             |
| 2003 |                            | -                  | -         |             |
| 2004 |                            | 5e 500m            | 6e        |             |
| 2005 |                            | 20e 500m           | 8e        |             |
| 2006 | 12e 500m 9e 1000m          |                    | 5e        |             |

NF1 = niet gefinisht op de 1e afstand
NF2 = niet gefinisht op de 2e afstand
→ = kampioenschap moet nog komen

### Medaillespiegel
| Kampioenschap     | Goud | Zilver | Brons |
| ----------------- | ---- | ------ | ----- |
| Olympische Spelen | 1    | 0      | 0     |
| WK Afstanden      | 0    | 0      | 1     |
| WK Sprint         | 0    | 1      | 1     |
| WK Junioren       | 0    | 0      | 0     |

1924: Charles Jewtraw ·
1928: Clas Thunberg/Bernt Evensen ·
1932: Jack Shea ·
1936: Ivar Ballangrud ·
1948: Finn Helgesen ·
1952: Ken Henry ·
1956: Jevgeni Grisjin ·
1960: Jevgeni Grisjin ·
1964: Richard McDermott ·
1968: Erhard Keller ·
1972: Erhard Keller ·
1976: Jevgeni Koelikov ·
1980: Eric Heiden ·
1984: Sergej Fokitsjev ·
1988: Uwe-Jens Mey ·
1992: Uwe-Jens Mey ·
1994: Aleksandr Goloebev ·
1998: Hiroyasu Shimizu ·
2002: Casey FitzRandolph ·
2006: Joey Cheek ·
2010: Mo Tae-bum ·
2014: Michel Mulder ·
2018: Håvard Holmefjord Lorentzen ·
2022: Gao Tingyu
- Library of Congress Control Number: no2015169681
- Virtual International Authority File: 124145541826196601526
- WorldCat: E39PBJgXgDbfWF63j6qkPpJv73